# نوروز ۷۴
نوروز ۷۴ یک مجموعه تلویزیونی محصول ۱۳۷۳ به کارگردانی، نویسندگی و تهیه‌کنندگی محمد صالح علا می‌باشد که از شبکه ۳ پخش شد. این مجموعه ویژه‌برنامهٔ نوروز سال ۷۴ بود.

## بازیگران
- داوود اسدی
- نیما فلاح
- فرهاد تجویدی
- مهران مدیری